# Antoine Louis de Romance
Antoine Louis, baron de Romance, né à Laon le 7 mai 1819 et mort à Amiens le 15 mars 1881. Juge suppléant au Tribunal de Laon, il finit sa carrière comme conseiller à la Cour d'appel d'Amiens.

## Historique familial
Antoine Louis de Romance est né dans une ancienne famille de la noblesse belge originaire de Liège, la Famille de Romance, reconnue noble en France (r.n.f.) par lettres patentes d'août 1639 du roi Louis XIII, maintenue dans sa noblesse en 1668, issue de Godefroy de Romance (1604-1643), marquis d'Attenhoven, lieutenant-colonel commandant le régiment de cavalerie du baron de L'Eschelle, mort le 19 mai 1643, à la Bataille de Rocroi.

## Biographie

### Filiation paternelle
Antoine Louis de Romance est le fils de Joseph Godefroy de Romance (1782-1865), capitaine de cavalerie dans la Grande Armée sous les ordres du Maréchal Suchet, puis garde du corps du roi Louis XVIII, en 1815. Il s'est distingué au Siège de Saragosse où il a été blessé. (chevalier de la Légion d'honneur, médaillé de Sainte-Hélène, médaillé du Lys).

### Filiation suivante
Antoine Louis de Romance épouse le 30 octobre 1844, à Brienne-sur-Aisne (Ardennes), Isabelle de Vissec de Latude (1824-1902), qui lui donne cinq enfants:
- Anatole de Romance (1845-1921), marié avec Antoinette de Witasse-Thézy (1852-1934), dont postérité.
- Gaston de Romance (1846-1870), sous-lieutenant , mort au cours de la guerre de 1870, le 9 septembre 1870, dans l'explosion de la forteresse de Laon.
- Marie de Romance (1848-1923), mariée avec Arnaud de Mython (1841-1882), dont postérité.
- Berthe de Romance (1849-1928), mariée avec Alfred Leroux de Puisieux (1851-1914), dont postérité.
- Henri de Romance (1859-1933), marié avc Ernestine de Mannoury de Croisilles (1868-1942), dont postérité.

### Carrière
Après d'excellentes études à Laon et après avoir obtenu une licence de droit à Paris, Antoine Louis de Romance est nommé juge-suppléant au Tribunal de première instance de Laon, le 24 juillet 1844. Il est ensuite envoyé à Vervins le 25 janvier 1848, comme substitut du procureur du roi. Un décret du 17 mars 1850, le rappelle avec le même titre au siège de Laon, où il est plus tard nommé, d’abord juge par décret du 14 avril 1852, ensuite vice-président par un autre décret du 17 mars 1869. Enfin, il entre comme conseiller à la Cour d’appel d'Amiens, le 30 juillet 1877.

## Armes de la famille de Romance
- « Écartelé , au 1, d'argent au lion de sable, armé et lampassé de gueules, aux 2 et 3, d'azur semé de fleurs de lys d'or au franc-canton  d'argent chargé d'une merlette de sable et au 4, de gueules à un quintefeuille d'argent » (Armorial de l'ANF, 1954, acte recognitif 2038: « admission dans la Maison Royale de Saint-Louis à Saint-Cyr, en 1715 »).

## Sources et Références
1. ↑  Régis Valette, Catalogue de la noblesse française, Robert Laffont, 2007, p. 167
2. ↑  Archives départementales des Ardennes. Paul Pellot, Revue de Champagne et de Brie, 8 mars 2011
3. ↑  Le résumé de la carrière de Joseph Godefroy de Romance a été relevé dans le 4e volume  du Panthéon de la Légion d'honneur

Famille de Romance
- Joseph Bouillot, Germain -Hyacinthe de Romance, Biographie ardennaise, T2, Paris, 1830.
- Jean Chrétien Ferdinand Hoefer, Nouvelle Biographie générale, T.35, Mérat-Monier, Paris, 1861.
- Louis de Romance, Histoire de la famille de Romance, Paris, 1984.